# Ácido nucleico glicólico

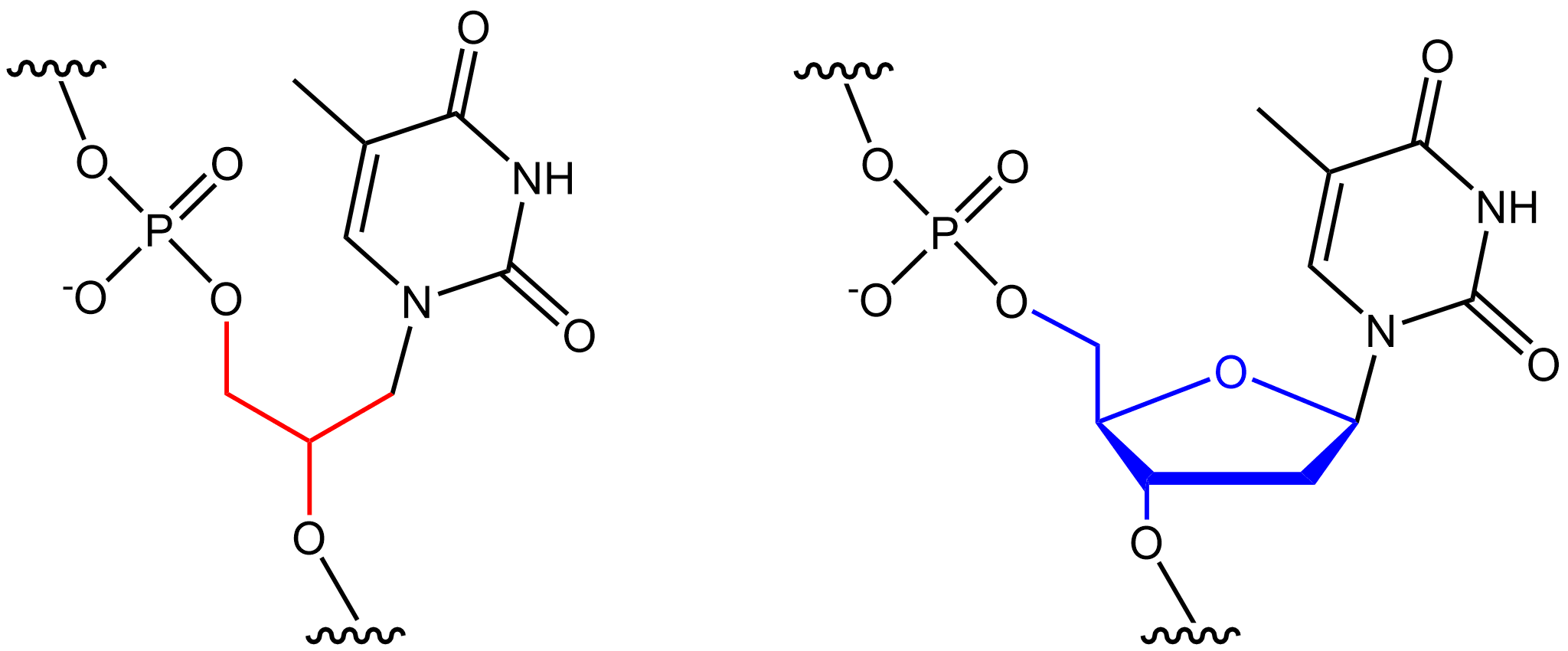
Comparativa de esqueletos de T artificial de AGN (rojo) y nucleótido natural T en ADN (azul)

El ácido nucleico glicólico es un ácido nucleico artificial donde se sustituye la ribosa por glicerol, conservando la base y el enlace fosfodiéster. No existe en la naturaleza. Puede unirse complementariamente al ADN y al ARN, y sorprendentemente, lo hace de forma más estable. Es la forma químicamente más simple de un ácido nucleico y se especula con que haya sido el precursor ancestral de los actuales ácidos nucleicos.
- Datos: Q2742433